# Episymploce brevipes
Episymploce brevipes är en kackerlacksart som först beskrevs av Walker, F. 1871.  Episymploce brevipes ingår i släktet Episymploce och familjen småkackerlackor. Inga underarter finns listade i Catalogue of Life.